# 戴夫·费特尔
戴夫·斯科特·费特尔（英語：Dave Scott Feitl，1962年6月8日—），美国NBA联盟前职业篮球运动员。他在1986年的NBA选秀中第2轮第43顺位被休斯顿火箭选中。